# Brotha Lynch Hung
Кевин Денил Мэнн (англ. Kevin Danell Mann родился в 1972 году), более известный, как Brotha Lynch Hung — американский рэпер и продюсер из Сакраменто, Калифорния. С момента выпуска дебютного EP, 24 Deep (1993), Brotha Lynch Hung продал 1.9 миллионов копий своих дисков в США, также известен, как основатель жанра «хорроркор».

## Биография
Brotha Lynch Hung (наст. имя Kevin Mann) — рэпер из города Сакраменто, штат Калифорния. Лирика Lynch’a известна тем, что она остро показывает всю тёмную сторону жизни, включая убийства, насилие банд, продажа наркотиков, изнасилования и главное людоедство. Он дебютировал своим альбомом 1993 г. 24 Deep, который очень красочно рассказывает истории связанные с тем, как он связался с уличной бандой из Сакраменто Garden Blocc Crips.
Его второй альбом Season Of Da Siccness 1995 г. стал самым ужасным, в хорошем смысле этого слова, гэнгста рэп-альбомом, который когда-либо выходил на свет. Альбом описывает жизнь с наркотиками, ультранасилием и детоубийством. Это наиболее коммерчески успешный альбом рэпера, поскольку диск достиг золотого статуса по продажам.
Brotha Lynch Hung в своей песне «24 Gone» заявляет, что он Crip, и данное членство можно ощутить в его грязной лирике. В 1997 г. он выпустил Loaded, а в 2000 г. — EBK4 после спора с Black Market Records. Лейбл предлагал в качестве гостей для альбома других артистов, что не нравилось Lynch’у, это его ограничивало как самостоятельного рэпера. К удивлению всех, он попросил своих слушателей не покупать данный альбом, сказав: «I don’t care how they get it just don’t buy it or steal it». Также в 2000 г. он выпустил DVD Now Eat, где он продолжает дискуссию по поводу каннибализма.
Lynch в 2001 г. выпустил два диска Blocc Movement и Virus, в 2002 г. Appearances: Book 1 и тем же летом DVD Plague. К поздним его работам относятся Lynch By Inch: Suicide Note And Uthanizm 2003 г. Также в 2006 г. он с ветераном западного побережья MC Eiht’ом выпустил диск The New Season. Его следующим альбомом будет диск под названием Dinner And A Movie, который выйдет в 2007 г.
Несмотря на тот случай с Black Market Records, Lynch один из тех, кто сотрудничал с многими артистами, включая Grave Plott (Liquid Assassin & Killa C), E-40, Tech N9ne, Snoop Dogg, Explicit и C-Bo.
Brotha Lynch недавно погостил на альбоме Tech N9ne’a Everready (The Religion) в треке «My World». Также он был упомянут как «gangsta» в треке «Come Gangsta». Его ещё можно услышать в новом треке Snoop Dogg’a «Territory» из компиляции 2007 г. Snoop Dogg Presents Unreleased Heatrocks.
В мае 2009 года Brotha Lynch был подписан на лейбл Tech N9n’а Strange Music, где 23 марта 2010 года выпустил первый альбом Dinner and a Movie из концептуальной трилогии об маньяке-рэпере-убийце-каннибале. Вторым релизом из этой серии стал альбом Coathanga Strangla, который вышел 5 апреля 2011 года.
Последней частью трилогии стал альбом Mannibalector, вышедший 5 февраля 2013 года.

## Личная жизнь
Рэпер также был известен как член группы Doomsday Production до 1992 года. Когда одного из членов группы посадили в тюрьму на 3 года, группа распалась. На данный момент помолвлен с популярной американской R&B-певицей Ashanti, с которой до этого встречался шесть лет.

## Дискография
- 24 Deep (1993)
- Season of da Siccness (1995)
- Loaded (1997)
- EBK4 (2000)
- The Virus (2001)
- Appearances: Book 1 (2002)
- Remains: Book 2 (2002)
- Book 3 (2002)
- Lynch by Inch (2003)
- The New Season (совместно с MC Eiht) (2006)
- Snuff Tapes (2007)
- Dinner and a Movie (2010)
- Coathanga Strangla (2011)
- Mannibalector (2013)
- Bullet maker (2016)
- Premetitated (ft. Ren da Heatmonsta) (2017)
- Torment EP (2019)
- The Turnmanator EP (2020)